# Liste der Einträge im National Register of Historic Places im Cocke County
Diese Liste der Einträge im National Register of Historic Places im Cocke County enthält alle im Cocke County, Tennessee in das National Register of Historic Places eingetragenen Gebäude, Bauwerke, Objekte, Stätten oder historischen Distrikte.
Diese Liste entspricht dem Bearbeitungsstand des National Park Service/National Register of Historic Places vom 4. Oktober 2024.

## Legende
| NRHP | Historic Place             |
| HD   | National Historic District |

## Aktuelle Einträge
| [ 2 ] | Name                                    | Bild                                 | Eintragsdatum                  | Lage                                                                                    | Ort             | Beschreibung |
| ----- | --------------------------------------- | ------------------------------------ | ------------------------------ | --------------------------------------------------------------------------------------- | --------------- | ------------ |
| 1     | Cocke County Courthouse                 | weitere Bilder                       | 4. Mai 1995 ID-Nr. 95000538    | 111 Court Avenue 35° 58′ 0,1″ N, 83° 11′ 4,9″ W                                         | Newport         |              |
| 2     | Cocke County Memorial Building          | Cocke County Memorial Building       | 11. Sep. 1997 ID-Nr. 97001139  | 103 N. Cosby Highway 35° 58′ 3″ N, 83° 11′ 34,8″ W                                      | Newport         |              |
| 3     | Conway Bridge                           | weitere Bilder                       | 20. Nov. 2009 ID-Nr. 09000948  | Briar Thicket Rd./Knob Creek Rd. über den Nolichucky River 36° 7′ 21″ N, 83° 7′ 31,1″ W | Briar Thicket   |              |
| 4     | Walter C. Cureton House                 | Walter C. Cureton House              | 29. Nov. 2001 ID-Nr. 01001325  | 202 Lincoln Ave. 35° 57′ 43,9″ N, 83° 10′ 44″ W                                         | Newport         |              |
| 5     | Elm Hill                                | Elm Hill                             | 29. Mai 1975 ID-Nr. 75001742   | 206 W. Riverview St. 35° 57′ 56,2″ N, 83° 11′ 26,9″ W                                   | Newport         |              |
| 6     | English Mountain Fire Lookout Tower     |                                      | 20. Nov. 2015 ID-Nr. 15000832  | Carson Springs Rd. 35° 54′ 20,5″ N, 83° 17′ 45,6″ W                                     | Chestnut Hill   |              |
| 7     | Laurel Springs Primitive Baptist Church |                                      | 12. Apr. 2021 ID-Nr. 100006382 | 278 Laurel Springs Rd. 35° 46′ 19,6″ N, 83° 15′ 29,5″ W                                 | Cosby, Siedlung |              |
| 8     | Leadvale Coaling Station and Cut-off    | Leadvale Coaling Station and Cut-off | 1. Dez. 2014 ID-Nr. 14000997   | in der Rankin Bottoms Wildlife Management Area 36° 4′ 45,1″ N, 83° 14′ 24″ W            | Newport         |              |
| 9     | Mount Cammerer Fire Lookout             | weitere Bilder                       | 12. Juni 2019 ID-Nr. 100004091 | im Great Smoky Mountains National Park 35° 45′ 48,6″ N, 83° 9′ 41″ W                    | Cosby           |              |
| 10    | Neas Farm                               | Neas Farm                            | 10. März 2004 ID-Nr. 04000152  | 3301 Sable Rd. 36° 1′ 55,9″ N, 83° 0′ 46,1″ W                                           | Parrottsville   |              |
| 11    | O’Dell House                            | O’Dell House                         | 1. Apr. 1975 ID-Nr. 75001744   | nordöstlich von Newport am Greeneville Highway 35° 58′ 54,8″ N, 83° 9′ 46,1″ W          | Newport         |              |
| 12    | Rhea-Mims Hotel                         | Rhea-Mims Hotel                      | 1. Juli 1998 ID-Nr. 98000822   | 335 East Broadway 35° 57′ 56,9″ N, 83° 11′ 1″ W                                         | Newport         |              |
| 13    | Swaggerty Blockhouse                    | weitere Bilder                       | 18. Juni 1973 ID-Nr. 73001756  | östlich von Parrottsville am Old Parrottsville Highway 36° 0′ 47,2″ N, 83° 4′ 17″ W     | Parrottsville   |              |
| 14    | Vinson House                            |                                      | 29. Mai 1975 ID-Nr. 75001745   | südlich von Newport in der Nähe der Hartford Road 35° 53′ 21,1″ N, 83° 11′ 6″ W         | Newport         |              |
| 15    | Yett-Ellison House                      |                                      | 16. Apr. 1975 ID-Nr. 75001746  | Main Street (Greeneville Highway) 36° 0′ 29,2″ N, 83° 5′ 19″ W                          | Parrottsville   |              |

## Ehemalige Einträge
| [ 2 ] | Name           | Bild | Eintragsdatum                | Lage                                                                     | Ort               | Beschreibung                                                 |
| ----- | -------------- | ---- | ---------------------------- | ------------------------------------------------------------------------ | ----------------- | ------------------------------------------------------------ |
| 1     | Beechwood Hall |      | 29. Mai 1975 ID-Nr. 75001741 | nördlich von Newport an der Rankin Road 35° 59′ 26,9″ N, 83° 10′ 59,2″ W | Newport           | Das Gebäude wurde durch einen Brand im Januar 2019 zerstört. |
| 2     | Greenlawn      |      | 29. Mai 1975 ID-Nr. 75001743 | nordwestlich von Newport an der Old Rankin Road                          | Newport, Siedlung |                                                              |